# Navillera
Navillera (hangeul : 나빌레라 ; RR : Nabillera) est une série télévisée sud-coréenne diffusée en 2021 sur tvN. Elle est adaptée du webtoon éponyme de Hun et Jimmy, mis en ligne sur la plateforme Daum (2016-2017). Elle met en scène le tandem Park In-hwam et Song Kang.

## Résumé
Shim Deok-chul, un facteur retraité, vient de fêter ses 70 ans. A la stupeur de son entourage, il décide alors de concrétiser son rêve de toujours : apprendre le ballet. Cette décision provoque la colère de son fils aîné Sung-san et l'incompréhension de sa femme Hae-nam. Qu'importe, Deok-chul décide de vivre jusqu'au bout cette passion si longtemps refrénée !
Au Ballet Studio, tenu par le maître Ki Seung-joo, Deok-chul se retrouve à collaborer avec Lee Chae-rok.
Ce dernier est un jeune homme de 23 ans, talentueux, acariâtre et mélancolique. Après avoir essayé différents sports, Chae-rok s'est finalement intéressé au ballet, la discipline que pratiquait sa mère. Bien qu'ayant des prédispositions naturelles pour cet art, il rencontre des difficultés financières et envisage de tout abandonner. Sa rencontre avec Deok-chul va peu à peu étioler sa méfiance et le pousser à s'investir pleinement dans la danse.
Quant à Deok-chul, en nouant un lien très fort avec Chae-rok, il va apprendre le ballet et dépasser ses limites... Jusqu'à atteindre son rêve ?

## Distribution

### Personnages principaux

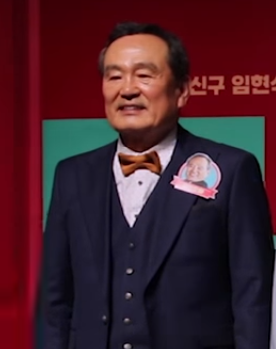
Park In-hwan : Shim Deok-chul
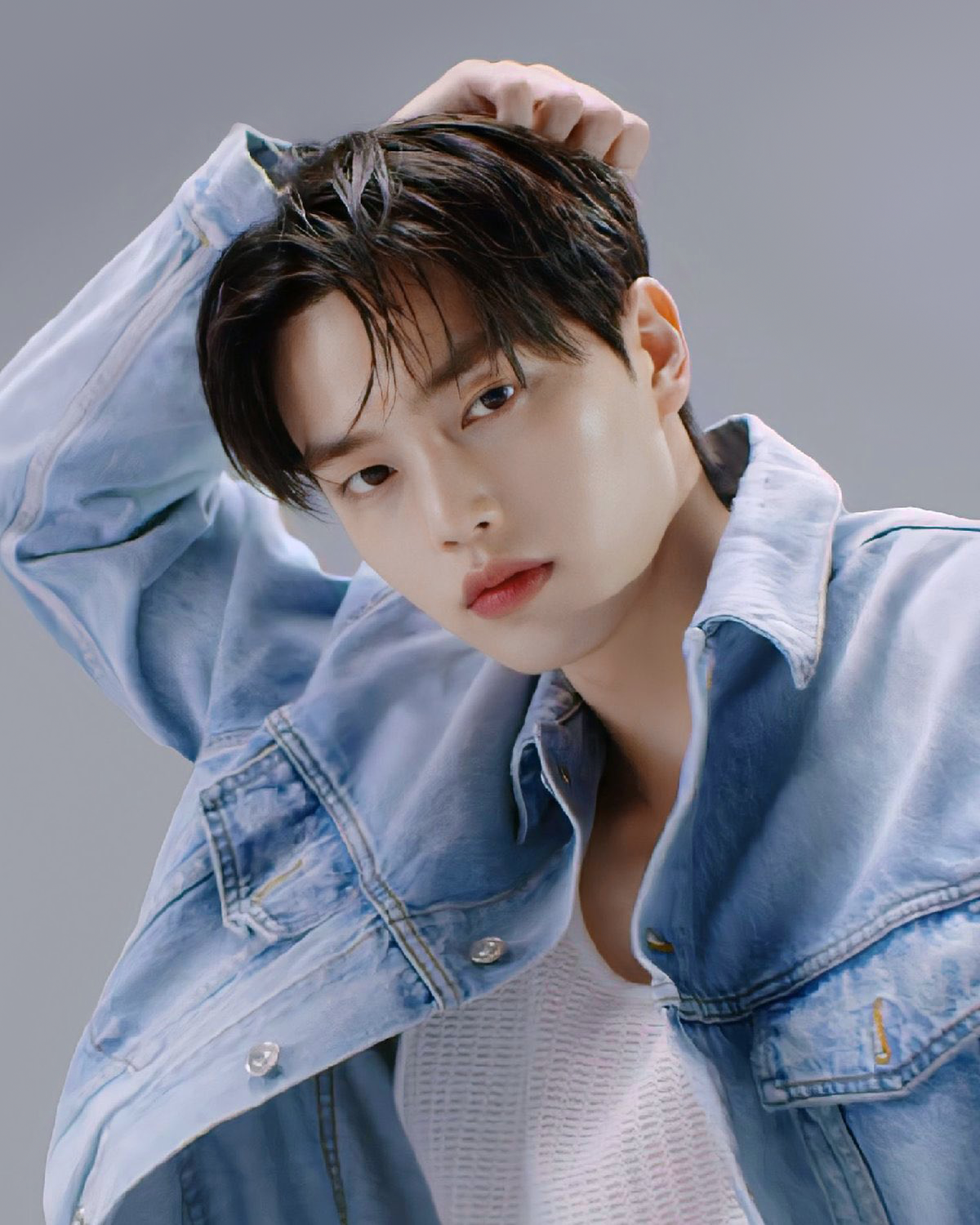
Song Kang : Lee Chae-rok
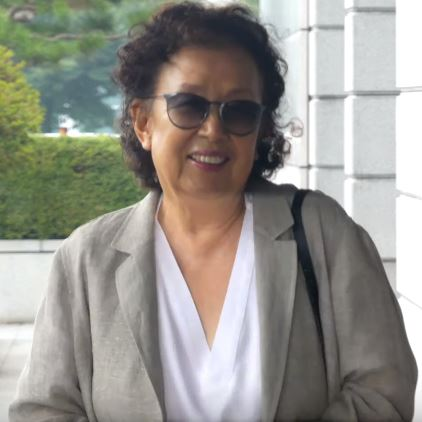
Na Moon-hee : Choi Hae-nam
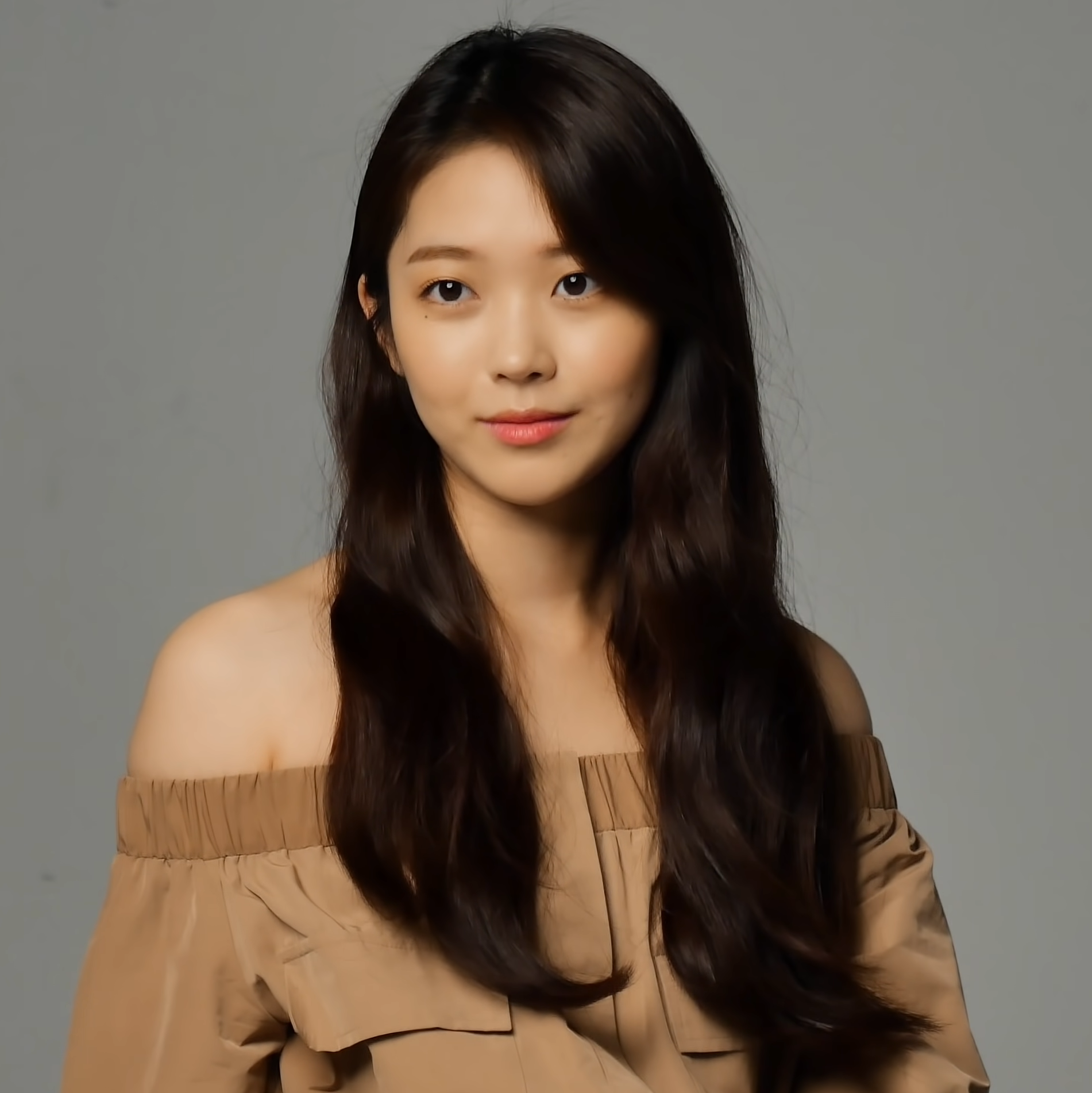
Hong Seung-hee : Shim Eun-ho

Deok-chul, facteur à la retraite, vient de fêter ses 70 ans. Voyant ses amis regretter leurs aspirations de jeunesse, il décide de réaliser son rêve de toujours : devenir danseur de ballet. Il rencontre Lee Chae-rok par hasard, après avoir vu le jeune homme s'entraîner pour son prochain concours.
- Song Kang : Lee Chae-rok

Âgé de 23 ans, Chae-rok est danseur. Cette vocation lui vient de sa mère, ballerine, qui l'a élevé seule alors que son père était en prison. Malgré des prédispositions, Chae-rok peine à s'investir dans le ballet. En difficulté financière, il tente de subvenir à ses besoins en travaillant à temps partiel dans un café. Sa rencontre avec Shim Deok-chul le pousse à redéfinir ses priorités et ses envies.
- Na Moon-hee : Choi Hae-nam

Hae-nam est l'épouse de Deok-chul. Matriarche dévouée, elle se soucie profondément de sa famille. Elle se montre d'abord hostile au rêve de son mari, qu'elle juge ridicule et inatteignable. Toutefois, après avoir compris qu'il s'agissait d'une véritable passion et non d'une toquade, elle le soutient de tout cœur.
- Hong Seung-hee : Shim Eun-ho

Petite-fille de Deok-chul et Hae-nam, elle travaille dans le même café que Chae-rok, avec qui elle va se lier d'amitié.
- Park In-hwan : Shim Deok-chul
- Song Kang : Lee Chae-rok
- Na Moon-hee : Choi Hae-nam
- Hong Seung-hee : Shim Eun-ho

### Personnages secondaires
- Jo Sung-ha : Lee Moo-young ; père de Chae-rok, ancien entraîneur de football à son école avant son incarcération. Récemment libéré, il vit séparé de son fils.
- Kim Tae-hoon : Ki Seung-joo ; professeur de Chae-rok et propriétaire du Ballet Studio. D'apparence stricte et d'un tempérament colérique, il se soucie en réalité beaucoup de ses élèves..
- Shin Eun-jung : Kim Ae-ran ; mère d'Eun-ho et belle-fille de Deok-chul et Hae-nam.
- Jung Hae-kyun : Shim Sung-san ; père d'Eun-ho et fils aîné de Deok-chul et Hae-nam. Il s'oppose farouchement à ce que son père prenne des cours de ballet.
- Kim Soo-jin : Shim Sung-suk ; fille de Deok-chul et Hae-nam, épouse de l'homme politique Young-il.
- Yoon Ji-hye : Eun So-ri ; ex-femme de Seung-joo, professeur de ballet à l'Université des Arts de Hankuk.
- Lee So-yeong : Anna Yoo ; pianiste du Ballet Studio.
- Jung Hee-tae : Young-il ; mari Sung-suk et homme politique
- Jo Bok-rae : Shim Sung-gwan ; fils cadet de Deok-chul et Hae-nam ; il a arrêté d'être médecin pour devenir, non sans mal, réalisateur de cinéma.
- Kim Hyun-mok : Kim Se-jong ; ami de Chae-rok depuis l'école, il est également son collègue à temps partiel au café.
- Kim Kwon : Yang Ho-beom ; ancien ami de Chae-rok avec qui il entretient une relation compliquée.
- Seo In-guk : Hwan-hee ; célèbre danseur de ballet (caméo)[1]

## Bande originale
| Album complet paru le 27 avril 2021 | Album complet paru le 27 avril 2021 | Album complet paru le 27 avril 2021 | Album complet paru le 27 avril 2021 | Album complet paru le 27 avril 2021 | Album complet paru le 27 avril 2021 | Album complet paru le 27 avril 2021 | Album complet paru le 27 avril 2021 | Album complet paru le 27 avril 2021 | Album complet paru le 27 avril 2021 |
| No                                  | Titre                               | Artiste(s)                          | Durée                               |                                     |                                     |                                     |                                     |                                     |                                     |
| ----------------------------------- | ----------------------------------- | ----------------------------------- | ----------------------------------- | ----------------------------------- | ----------------------------------- | ----------------------------------- | ----------------------------------- | ----------------------------------- | ----------------------------------- |
| 1.                                  | My Day                              | Taemin                              | 3:06                                |                                     |                                     |                                     |                                     |                                     |                                     |
| 2.                                  | Butterfly                           | Kim Kook-heon                       | 3:06                                |                                     |                                     |                                     |                                     |                                     |                                     |
| 3.                                  | Beautiful Words                     | Sohyang                             | 4:08                                |                                     |                                     |                                     |                                     |                                     |                                     |
| 4.                                  | Heal You                            | Ha Hyun-sang                        | 3:30                                |                                     |                                     |                                     |                                     |                                     |                                     |
| 5.                                  | A Dream of Deok-chul                | Shin Min-yong                       | 2:22                                |                                     |                                     |                                     |                                     |                                     |                                     |
| 6.                                  | A Scent of Dream                    | Byun Dong-wook                      | 3:14                                |                                     |                                     |                                     |                                     |                                     |                                     |
| 7.                                  | Dreams Come True                    | Shin Min-yong                       | 2:53                                |                                     |                                     |                                     |                                     |                                     |                                     |
| 8.                                  | The Sea On My Mind                  | Lim Ha-young                        | 5:32                                |                                     |                                     |                                     |                                     |                                     |                                     |
| 9.                                  | The Day When The Snow Falls Gently  | Jin Myeong-yong                     | 3:35                                |                                     |                                     |                                     |                                     |                                     |                                     |
| 10.                                 | A Journey To Myself                 | Byun Dong-wook                      | 2:22                                |                                     |                                     |                                     |                                     |                                     |                                     |
| 11.                                 | Navilleromance                      | Yoo Jong-hyun                       | 2:24                                |                                     |                                     |                                     |                                     |                                     |                                     |
| 12.                                 | Soaring                             | Lim Seung-beom, Ciel                | 4:02                                |                                     |                                     |                                     |                                     |                                     |                                     |
| 13.                                 | With You                            | Shin Min-yong                       | 2:41                                |                                     |                                     |                                     |                                     |                                     |                                     |
| 14.                                 | Gestures For One Person             | Lim Ha-young                        | 1:10                                |                                     |                                     |                                     |                                     |                                     |                                     |
| 15.                                 | Finding Me                          | Lim Ha-young                        | 1:55                                |                                     |                                     |                                     |                                     |                                     |                                     |
| 16.                                 | Prayer                              | Jung Heon                           | 2:30                                |                                     |                                     |                                     |                                     |                                     |                                     |
| 17.                                 | A Dream of Chae-rok                 | Jin Myeong-yong                     | 3:50                                |                                     |                                     |                                     |                                     |                                     |                                     |
| 18.                                 | Gifts                               | Yoo Jong-hyun                       | 2:05                                |                                     |                                     |                                     |                                     |                                     |                                     |
| 54:34                               |                                     |                                     |                                     |                                     |                                     |                                     |                                     |                                     |                                     |

## Accueil

### Accueil en Corée du Sud

#### Audiences
| 1 | 22 mars 2021  | 2.810% (2nd) | 2.921% (2nd) |
| 2 | 23 mars 2021  | 2.964% (1er) | 3.037% (1er) |
| 3 | 29 mars 2021  | 3.325% (1er) | 3.175% (1er) |
| 4 | 30 mars 2021  | 3.623% (1er) | 3.692% (1er) |
| 5 | 5 avril 2021  | 2.764% (1er) | 2.617% (1er) |
| 6 | 6 avril 2021  | 2.759% (1er) | 2.800% (2nd) |
| 7 | 12 avril 2021 | 2.783% (1er) | 2.616% (1er) |
| 8 | 13 avril 2021 | 2.464% (1er) | 2.434% (1er) |
| 9 | 19 avril 2021 | 3.150% (1er) | 2.980% (1er) |
| 10 | 20 avril 2021 | 2.859% (1er) | 2.826% (1er) |
| 11 | 26 avril 2021 | 2.992% (1er) | 3.046% (1er) |
| 12 | 27 avril 2021 | 3.679% (1er) | 4.013% (1er) |
| Moyenne | Moyenne       | 3.014%       | 3.013%       |
| - Dans le tableau ci-dessus, les chiffres en bleu indiquent les audiences les plus basses et les chiffres en rouge représentent les audiences les plus hautes. - Cette série a été diffusée sur une chaîne câblée/payante qui a normalement une audience relativement plus petite par rapport à la télévision gratuite/chaîne publique (KBS, SBS, MBC et EBS). |               |              |              |